# Перестројка
Перестројка је појам који се користио у совјетској економској и социјалној политици од 1987. године. Сама реч перестројка значи престројавање, перестројка.
Перестројку је увео Михаил Сергејевич Горбачов и она је представљала реформу која је требало да подигне совјетску привреду, која је већ од почетка осамдесетих година почела да стагнира. План је био да се промени неефикасна командована привреда и да се уведе децентрализована, тржишно оријентисана привреда.
Горбачов је најпре покушао да промени модел централног планирања али није хтео да спроводи фундаменталне реформе. Када то није успело направио је реформу познату као перестројка са својим саветницима.
Горбачов није смео одмах да каже јасно шта је то перестројка. Први пут је за перестројку рекао да је равна темељним променама тек онда када се решио противника из Политбироа.
У јуну 1987. године на пленарној седници централног комитета Комунистичке партије Совјетског Савеза, Горбачов је представио основне тезе перестројке, које су водиле економску политику Совјетског Савеза до краја њеног постојања.
У јулу 1987. године Врховни совјет је донео закон о државном предузетништву. Закон је одредио да су државна предузећа слободна да одлуче свој ниво производње у зависности од захтева потрошача. Предузећа су морала да испуне наређење државе али су могла да распореде остатак производње по вољи. Сама су се финансирала и покривала трошкове плате, пореза и набавке кроз приходе. Са перестројком држава није више спашавала непрофитна предузећа од банкротства. Прописано је и да предузећем управља радник изабран од стране колектива а не од министра. Министар више није одређивао план производње.
Перестројка је настављена током 1988. године и донесени су нови закони. Први пут од Лењиновог времена закон је дозволио приватно власништво. Истина, у почетку је био огроман порез на приватно власништво, али је касније смањен како би се развио приватни сектор.
Горбачов је перестројку увео у сектор спољне привреде. Његов програм је привидно елиминисао монопол који је имао министар трговине. Дозволио је министрима других сектора да сами воде своју спољну политику за свој сектор. На тај начин је покушао да им омогући да делују директно, а не преко бирократије министра трговине. Ово је пре свега покушај да се поправи недостатак совјетске спољне политике и недостатак контакта између совјета и иностраних партнера.
Перестројка је дозволила странцима да инвестирају у Совјетски Савез. Нов закон је омогућио странцима да поседују 49% акција, али су Руси морали да буду директори предузећа. Ово није успело да привуче стране инвеститоре па су скинути лимити на број акција. Током првих пет година много се причало о перестројци. Основано је око 140.000 мешовитих предузећа, пре свега у области производње, трговине робе широке потрошње и услуге.
Већина економиста се слагала са мерама које је увео Горбачов са перестројком али се нису слагали са брзином којом треба да буду спроведене. Они су говорили да су радикалне реформе неприхватљиве осим ако се не спроводе на дуже време. Упозоравали су га и на политичке проблеме који могу настати са променом друштвеног система.
Већ 1990. године, перестројка је почела да слаби и привредна ситуација је поново била критична. Оптимизам је врло брзо нестао заједно са перестројком.